# Djurgården Damfotboll
Djurgården Damfotboll ist ein Frauenfußballverein aus der schwedischen Hauptstadt Stockholm. Der heutige Verein ist 2003 aus der Fusion der Frauenfußballabteilungen des Djurgårdens IF und Älvsjö AIK entstanden.

## Geschichte

### Vorgängervereine
Älvsjö AIK war von beiden Vorgängervereinen der erfolgreichere. Seit der Gründung der Damallsvenskan gehörte Älvsjö der Liga an, während Djurgårdens IF erst 1996 den Aufstieg schaffte. Mitte der neunziger Jahre dominierte Älvsjö die Liga und gewann fünf Meisterschaften in Folge. 1996 und 1999 schaffte Älvsjö sogar das Double. In den Jahren 1999 und 2000 standen sich Älvsjö und Djurgården im Pokalfinale gegenüber. Beim ersten Mal gewann Älvsjö durch Golden Goal, beim zweiten Mal holte Djurgården seinen ersten Titel.

### Fusion
2003 fusionierte die Frauenfußballabteilung des Älvsjö AIK mit Djurgården. Der Verein trug zunächst den Namen Djurgården/Älvsjö. Gleich in der ersten Saison nach der Fusion entthronte der neue Verein den Titelverteidiger Umeå IK. 2004 holte man das Double. Im Mai 2005 erreichte der Verein die Endspiele im UEFA Women’s Cup gegen den 1. FFC Turbine Potsdam. Beide Spiele gingen jedoch verloren (0:2; 1:3), Potsdam gewann den Pokal. Im Februar 2007 wurde der Verein in Djurgården Damfotboll umbenannt, da Älvsjö AIK als wieder eigenständiger Verein in die Norretan, die zweithöchste Spielklasse, aufstieg.
In der Saison 2007 trug mit Ariane Hingst erstmals eine deutsche Spielerin das Djurgården-Trikot. Zum 1. Januar 2008 folgten ihr Nadine Angerer und Jennifer Meier. In der Winterpause der Saison 2008/09 wechselten Ariane Hingst und Nadine Angerer allerdings wieder zurück nach Deutschland zum 1. FFC Frankfurt.
Der Verein trug bis Oktober 2012 den Großteil der Spiele im 2.000 Plätze fassenden Kristinebergs IP aus. Während der Zugehörigkeit zur Elitettan spielte die Mannschaft ihre Heimspiele im ca. 200 Plätze fassenden Östermalms IP aus. Seit dem Wiederaufstieg in die Damallsvenskan ist das Olympiastadion Stockholm die Spielstätte des Vereins.

## Erfolge
- Schwedischer Meister: 2 (2003, 2004)
- Schwedischer Pokalsieger: 2 (2004, 2005)
- UEFA-Women’s-Cup-Finalist: 1 (2005)

## Statistik
Djurgården/Älvsjö
| Saison | Div. | Līga           | Platz | web   |
| ------ | ---- | -------------- | ----- | ----- |
| 2003   | 1.   | Damallsvenskan | 1.    | [ 4 ] |
| 2004   | 1.   | Damallsvenskan | 1.    | [ 5 ] |
| 2005   | 1.   | Damallsvenskan | 3.    | [ 6 ] |
| 2006   | 1.   | Damallsvenskan | 2.    | [ 7 ] |

Djurgården Damfotboll
| Saison | Div. | Līga           | Platz | web    |
| ------ | ---- | -------------- | ----- | ------ |
| 2007   | 1.   | Damallsvenskan | 2.    | [ 8 ]  |
| 2008   | 1.   | Damallsvenskan | 5.    | [ 9 ]  |
| 2009   | 1.   | Damallsvenskan | 6.    | [ 10 ] |
| 2010   | 1.   | Damallsvenskan | 8.    | [ 11 ] |
| 2011   | 1.   | Damallsvenskan | 8.    | [ 12 ] |
| 2012   | 1.   | Damallsvenskan | 11. ▼ | [ 13 ] |
| 2013   | 2.   | Elitettan      | 9.    | [ 14 ] |
| 2014   | 2.   | Elitettan      | 4.    | [ 15 ] |
| 2015   | 2.   | Elitettan      | 2. ▲  | [ 16 ] |
| 2016   | 1.   | Damallsvenskan | 6.    | [ 17 ] |
| 2017   | 1.   | Damallsvenskan | 6.    | [ 18 ] |
| 2018   | 1.   | Damallsvenskan | 8.    | [ 19 ] |
| 2019   | 1.   | Damallsvenskan | 10.   | [ 20 ] |
| 2020   | 1.   | Damallsvenskan | 9.    | [ 21 ] |
| 2021   | 1.   | Damallsvenskan | 9.    | [ 22 ] |
| 2022   | 1.   | Damallsvenskan | 10.   | [ 23 ] |
| 2023   | 1.   | Damallsvenskan | 11.   |        |
| 2024   | 1.   | Damallsvenskan | 7.    |        |
| 2025   | 1.   | Damallsvenskan |       |        |